# 艾莉·卡爾達
艾莉森·“艾莉”·妮可·卡爾達（英語：Allyson "Ally" Nicole Carda，1993年1月15日—）是一名出生於美國加利福尼亞州的壘球選手，司職投手，目前效力於日本壘球聯盟本田。她曾隨隊參加2020年夏季奧林匹克運動會壘球比賽，結果獲得銀牌。

## 外部連結
- 官方网站
- 艾莉·卡爾達的X（前Twitter）
- 艾莉·卡爾達的Instagram帳戶